# 이와나미 신서
이와나미 신서(岩波新書 이와나미신쇼[*])는 1938년에 이와나미 쇼텐에서 창간한 신서판(삼륙판) 서적이다. 고전을 중심으로 하는 아와나미 문고와는 달리, 일반계몽서적을 저렴한 가격으로 제공하는 것을 목적으로 창간되었다. 신서라고 불리는 출판형태의 효시이기도 하다.
1938년에 당시 편집부의 요시노 겐자부로가 창간을 담당하고, 요사노가 본 영국의 페이퍼백인 펠리컨 북스를 참고하여 판형을 결정하였다. 장정은 요사노의 의뢰를 받은 미학·미술사 연구자 고지마 기쿠오가 담당하였다. 창간 당시의 표지는 적색이었으나, 제2차 세계대전을 전후로 일시 간행이 중단되었다. 1949년에 101종이 간행된 것을 기념하여 표지를 청색으로 변경하였으며, 1977년에 청색 표지판이 1000종을 돌파한 것과 이와나미 쇼텐 창립 40주년을 기념하여 황색으로 바뀌었다.
1988년에 총간행종수 1500점을 기점으로 새 적색판의 간행이 시작되었다. 2006년 3월에 새 적색판의 간행이 1000종을 맞이하고, 같은 해 4월에 1001종째 간행이 된 가라타니 고진의 《세계공화국》(世界共和国)에서는 장정이 리뉴얼되었다. 서명 표기를 횡서에서 종서로 바꾸고, 광택을 지우는 등 오랜 시간 동안 사용된 고지마 기쿠오의 디자인을 바꾸었다. 이와 함께 ‘21세기의 교양신서’라는 새로운 출발을 다짐하며, “바뀝니다만, 바뀌지 않습니다”라는 카피를 사용했다.

## 분류
이와나미 신서는 적색판, 청색판, 황색판, 신적색판의 4종류로 분류된다.
| 종류                        | 종류     | 발행 기간                         | 발행 권수                  | 분류         |
| --------------------------- | -------- | --------------------------------- | -------------------------- | ------------ |
|                             | 적색판   | 1938년 11월 20일~1946년 10월 10일 | 101권                      | R            |
|                             | 청색판   | 1949년 4월 5일~1977년 4월 22일    | 1,000권                    | A＝정치·법률 |
| B＝경제·사회                | 청색판   | 1949년 4월 5일~1977년 4월 22일    | 1,000권                    |              |
| C＝사상·심리·언어·교육·종교 | 청색판   | 1949년 4월 5일~1977년 4월 22일    | 1,000권                    |              |
| D＝세계사·일본사            | 청색판   | 1949년 4월 5일~1977년 4월 22일    | 1,000권                    |              |
| E＝문학·예술                | 청색판   | 1949년 4월 5일~1977년 4월 22일    | 1,000권                    |              |
| F＝기록·수필                | 청색판   | 1949년 4월 5일~1977년 4월 22일    | 1,000권                    |              |
| G＝이·공·의·과학사          | 청색판   | 1949년 4월 5일~1977년 4월 22일    | 1,000권                    |              |
|                             | 황색판   | 1977년 5월 20일~1987년 12월 21일  | 396권                      |              |
|                             | 신적색판 | 1988년 1월 20일~2006년 3월 22일   | 1,000권                    |              |
| 8권                         | 신적색판 | 1988년 1월 20일~2006년 3월 22일   | 별책                       |              |
| 2006년 4월 20일~            | 신적색판 |                                   | 21세기의 교양 신서(리뉴얼) |              |